# Josef Novák (1912)
Josef Novák (6. března 1912 Zboněk – 2. června 1940 Toulouse) byl český stíhací pilot, příslušník československé zahraniční armády a oběť druhé světové války.

## Život

### Před druhou světovou válkou
Josef Novák se narodil 6. března 1912 ve Zboňku u Letovic. V roce 1931 nastoupil do školy leteckého dorostu v Prostějově a v roce 1933 jí zdárně ukončil. V roce 1936 absolvoval stíhací kurz a následně kurz nočního létání.

### Druhá světová válka
Po německé okupaci opustil Josef Novák ilegálně Protektorát Čechy a Morava a přes Polsko se přesunul do Francie, kde bylo jedinou možností vstoupit do Cizinecké legie a kde pak měsíc sloužil u pěšího pluku. Po vypuknutí druhé světové války se ve Francii začala organizovat jednotka československé armády v zahraničí, do které vstoupil v Paříži v hodnosti četaře dsl. ke 2. říjnu 1939. Následně byl převelen k francouzskému letectvu a přeškolení na novou techniku ukončil 16. prosince téhož roku. Dne 17. května 1940 byl zařazen ke stíhací jednotce GC III/3, kde začal bojovat proti Němcům na strojích Morane-Saulnier MS.406. Ke konci května započalo přezbrojování na letouny Dewoitine D.520 C1. Dne 2. června 1940 Josefu Novákovi během dokončování testovacího letu dostal nenadále stroj č. 246 do vývrtky, kterou se mu již nepodařilo zcela vybrat a roztříštil se o plochu letiště Toulouse-Francazal. O dva dny později byl pohřben na Československém vojenském hřbitově La Targette.

## Ocenění in memoriam

### Vyznamenání
- Československý válečný kříž 1939
- Československá medaile Za chrabrost před nepřítelem
- Pamětní medaile československé armády v zahraničí

### Další ocenění
- Josef Novák byl v roce 1991 povýšen do hodnosti plukovníka
- Josefu Novákovi byla v roce 2008 odhalena pamětní deska na rodném domě ve Zboňku[1]